# Vale do Alto Médio Reno
O Vale do Alto Médio Reno é uma secção de 65 km do Rio Reno, entre Koblenz e Bingen, na Alemanha. Foi adicionada à Lista do Patrimônio Mundial, da UNESCO em junho de 2002, graças a sua combinação única de interesses geológicos, históricos, culturais e industriais.
O Vale produz seu próprio microclima e atua como corredor para espécies não encontradas na região. Seus declives tem sido muito usados para agricultura, em particular, vinicultura, que tem boas condições na face sul. A maioria das vinícolas pertencem à região de Mittelrhein, mas as localizadas mais ao sul são de Rheingau e Nahe.
O rio tem sido muito importante como rota comercial na Europa Central, desde os tempos pré-históricos, onde já existiam povos vivendo à suas margens.

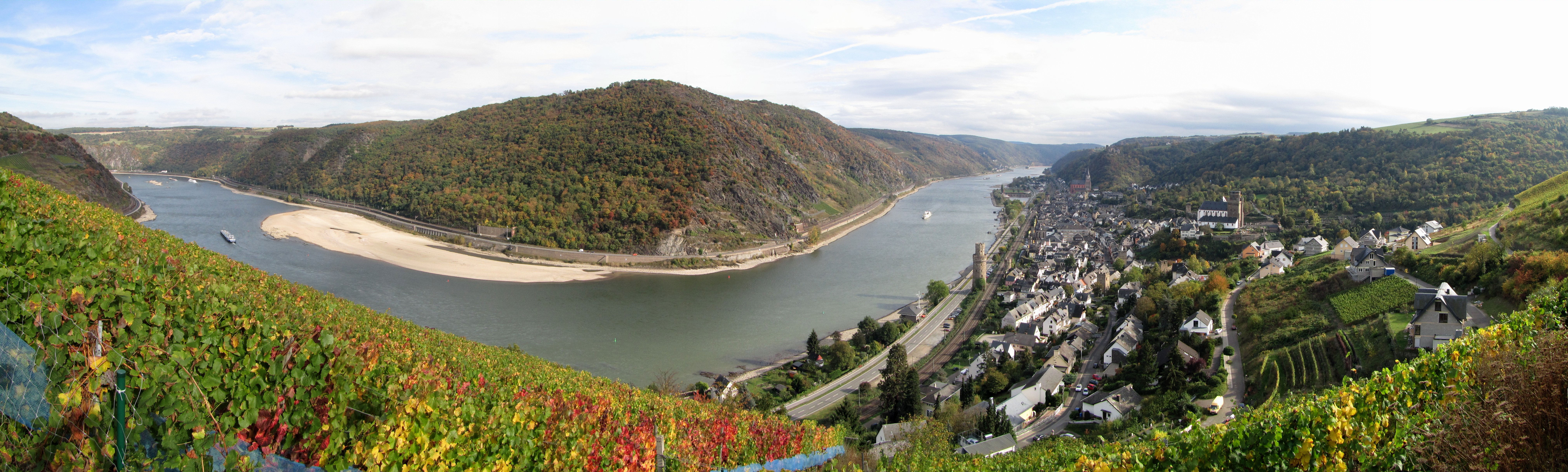
Vale, perto de Oberwesel

## Cidades ao longo do Vale

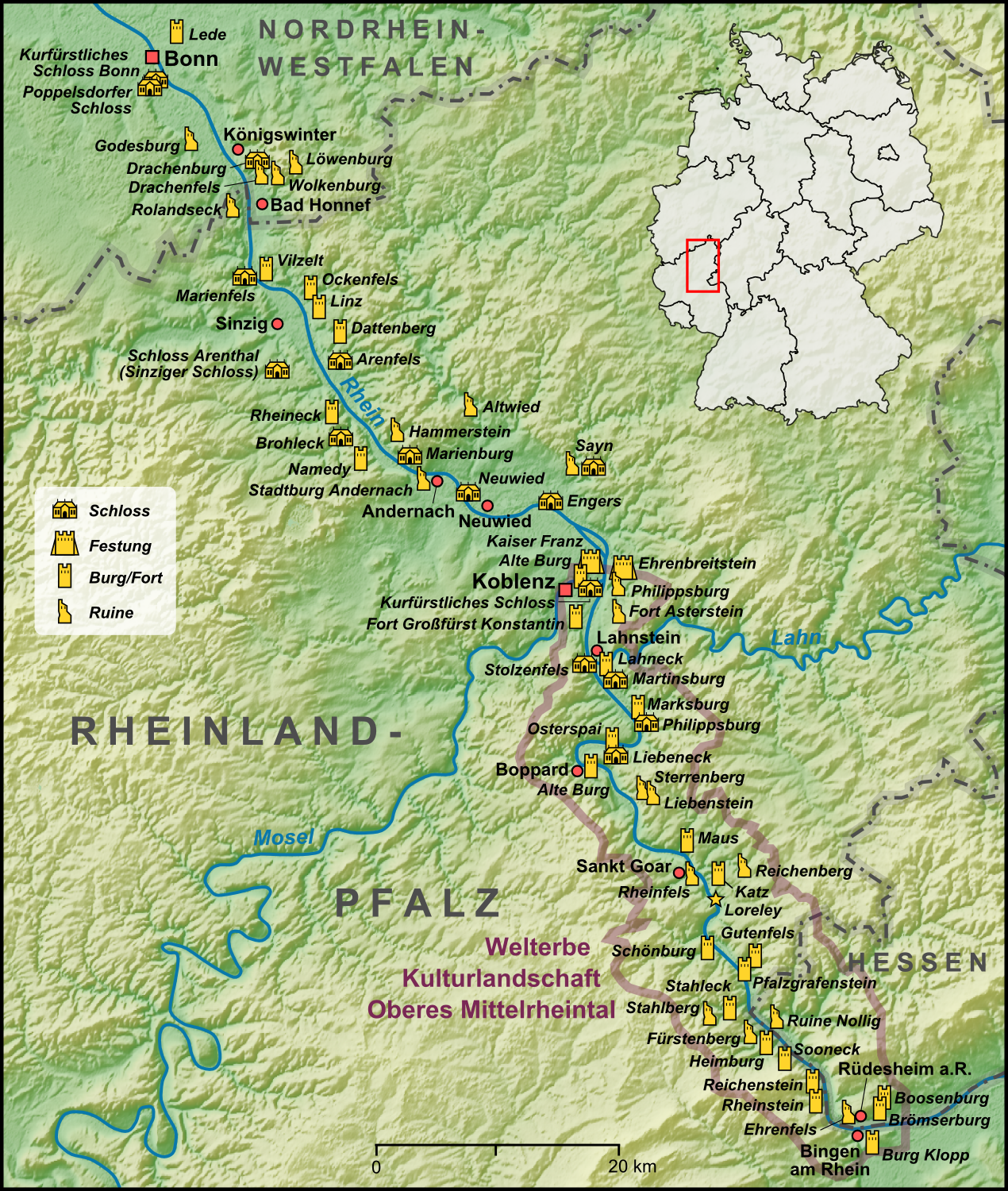
Mapa do Vale do Alto Médio Reno

- Koblenz
- Lahnstein
- Rhens
- Braubach
- Boppard
- St. Goarshausen
- Sankt Goar
- Oberwesel
- Kaub
- Bacharach
- Lorch
- Assmannshausen
- Bingen
- Rüdesheim